# Government High School Dinpur
Die Government High School Dinpur (Urdu گورنمنٹ ہائی سکول دین پور) ist eine öffentliche High School für Jungen in Dinpur im Distrikt  Dera Ismail Khan in der Provinz Khyber Pakhtunkhwa in Pakistan.

## Geschichte
Die Schule wurde 1934 während der britischen Kolonialzeit als Primary School gegründet. 1974 wurde sie um eine Middleschool ergänzt und 1990 um eine zweijährigen High School erweitert. 2024 wurde sie um eine ebenfalls zweijährige Higher Secondary School erweitert, deren Abschluss ein Universitätsstudium ermöglicht.

## Unterrichtssprache
Unterrichtssprache ist Urdu und Englisch.